# Trang viên tại Dakowy Mokre

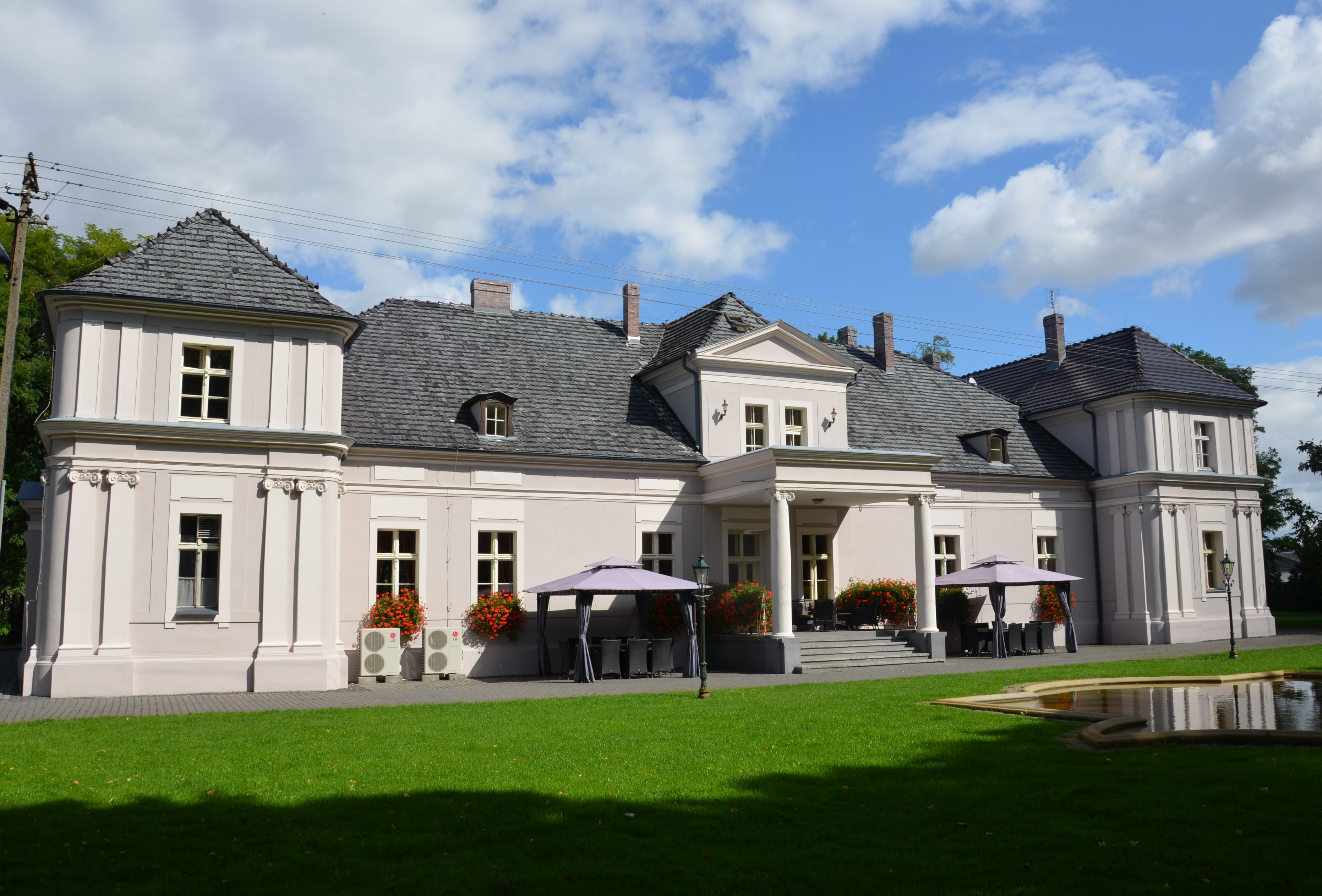
Trang viên tại Dakowy Mokre

Trang viên tại Dakowy Mokre (tiếng Ba Lan: Dwór w Dakowach Mokrych) là một trang viên theo phong cách tân cổ điển, tọa lạc tại làng Dakowy Mokre, Wielkopolskie, Ba Lan
Trang viên là tài sản của Bolesław Potocki từ khoảng những năm 1880. Ban đầu, trang viên là căn biệt thự một tầng với cổng vòm giữa nhà. Trong những năm 1912-1913, kiến trúc sư Roger Sławski được ủy quyền bởi chủ sở hữu của trang viên. Maciej Mielżyński đã thực hiện tái thiết đáng kể Trang viên.
Trên cả hai mặt của trang viên đều có cổng vòm: hình bán nguyệt ở phía bắc, hình vuông ở phía nam. Từ năm 1932 cho đến khi Thế chiến II bùng nổ, trang viên thuộc về Aniela Mielżyńska. Sau khi hoàn thành, trang viên trở thành tài sản của Hợp tác xã sản xuất nông nghiệp. Hiện tại, trang viên thuộc sở hữu tư nhân và trở thành khách sạn tên là Dakowski Dwór.
Công viên khoảng 3 ha bảo tồn một cây đứng thế kỷ 19 (hẻm hornbeam).
Một trong những bộ phim truyền hình nổi tiếng đầu thế kỷ XX đã được dựng bối cảnh tại trang viên. Vào đêm 19-20 tháng 12 năm 1913, Bá tước Maciej Mielżyński bắn chết vợ mình Felicja và em họ Adolf Miączyński (con trai của chị gái cùng cha khác mẹ) vì nghi ngờ họ ngoại tình. Ông được Tòa án Tối cao tha bổng ở Międzyrzecze năm 1914.  Maciej Mielżyński chiến đấu trong Thế chiến I và trong cuộc chiến Ba Lan-Bolshevik. Ông là chỉ huy quân sự tối cao của cuộc nổi dậy Silesian lần thứ ba năm 1921.
Hiện tại, trang viên có một khách sạn và một nhà hàng.